# Pitágoras (cráter)

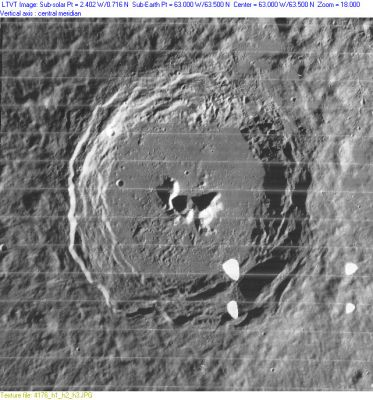
Imagen de la misión Lunar Orbiter 4

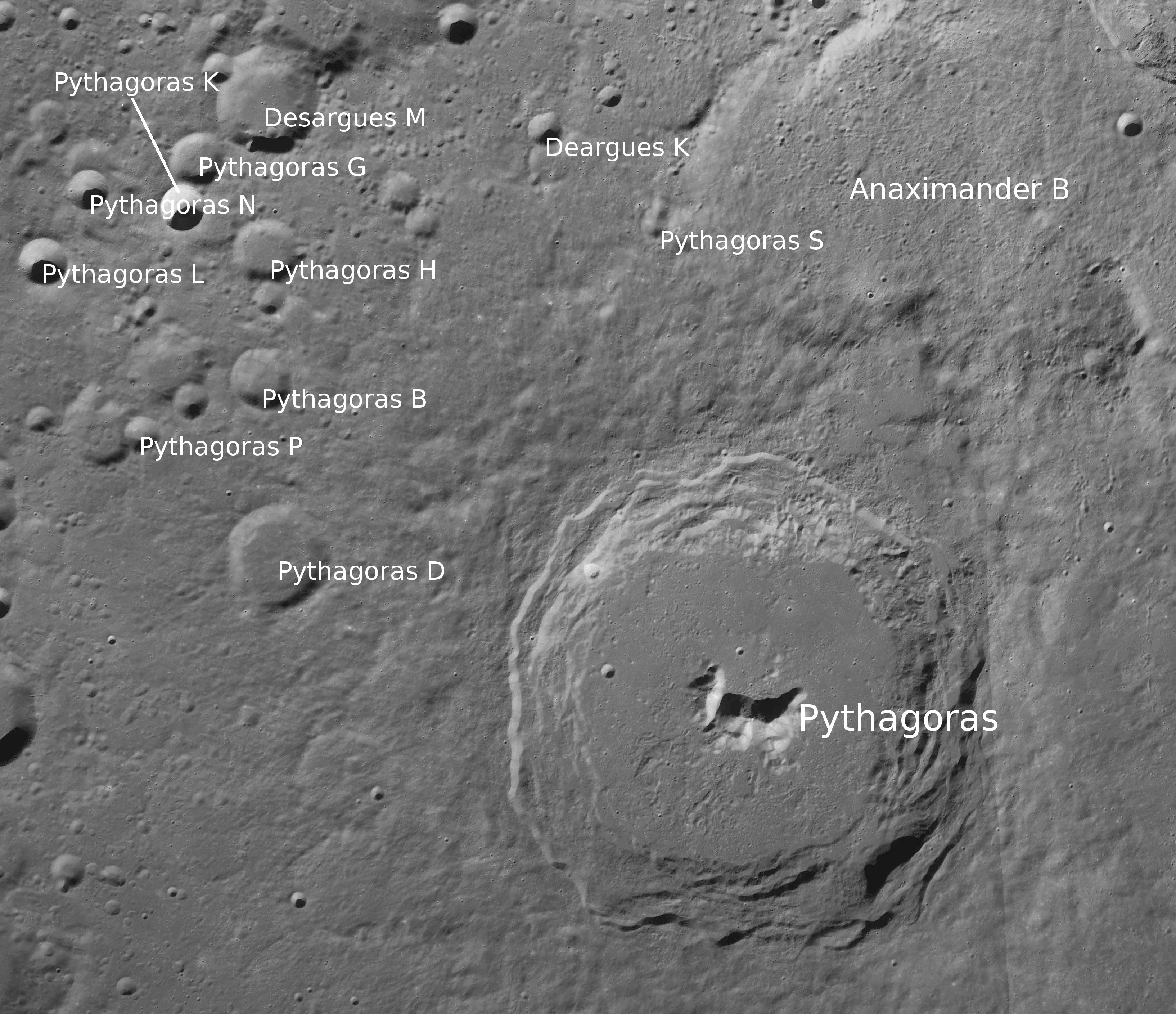
Fotografía de la misión Lunar Reconnaissance Orbiter

Pythagoras es un prominente cráter de impacto de la cara visible de la Luna, localizado al noreste del cráter Babbage. Tiene apariencia ovalada debido al ángulo de visión oblicuo. Solo la parte este de su interior es visible desde la Tierra, la parte restante se encuentra permanentemente fuera de la vista.
|  |

El borde bien preservado de Pythagoras tiene un amplio sistema de terrazas y una pequeña muralla rodeando su exterior. Aunque mayoritariamente de forma circular, el contorno del cráter posee forma hexagonal. El piso está aplanado, con pequeños montículos irregulares. Hay evidencia de deslizamientos de tierra alrededor de la periferia. En el centro se halla una aguda formación montañosa con un doble pico que se eleva 1.5 kilómetros sobre el suelo del cráter.

## Cráteres satélite
Por convención estos elementos son identificados en los mapas lunares poniendo la letra en el lado del punto medio del cráter que está más cercano a Pitágoras.
|            | \| Pythagoras \| Coordenadas \| Diámetro \| \| ---------- \| ----------------------------- \| -------- \| \| B \| 66°06′N 73°00′O / 66.1, -73.0 \| 17 km \| \| D \| 64°30′N 72°00′O / 64.5, -72.0 \| 30 km \| \| G \| 67°48′N 75°18′O / 67.8, -75.3 \| 16 km \| \| H \| 67°06′N 73°18′O / 67.1, -73.3 \| 18 km \| \| K \| 67°18′N 75°24′O / 67.3, -75.4 \| 12 km \| \| L \| 67°18′N 77°36′O / 67.3, -77.6 \| 12 km \| \| M \| 67°30′N 81°06′O / 67.5, -81.1 \| 10 km \| \| N \| 66°36′N 78°06′O / 66.6, -78.1 \| 14 km \| \| P \| 65°18′N 75°12′O / 65.3, -75.2 \| 10 km \| \| S \| 67°42′N 64°42′O / 67.7, -64.7 \| 8 km \| \| T \| 62°30′N 51°24′O / 62.5, -51.4 \| 6 km \| \| W \| 63°06′N 48°54′O / 63.1, -48.9 \| 4 km \| |          |
| Pythagoras | Coordenadas | Diámetro |
| B          | 66°06′N 73°00′O / 66.1, -73.0 | 17 km    |
| D          | 64°30′N 72°00′O / 64.5, -72.0 | 30 km    |
| G          | 67°48′N 75°18′O / 67.8, -75.3 | 16 km    |
| H          | 67°06′N 73°18′O / 67.1, -73.3 | 18 km    |
| K          | 67°18′N 75°24′O / 67.3, -75.4 | 12 km    |
| L          | 67°18′N 77°36′O / 67.3, -77.6 | 12 km    |
| M          | 67°30′N 81°06′O / 67.5, -81.1 | 10 km    |
| N          | 66°36′N 78°06′O / 66.6, -78.1 | 14 km    |
| P          | 65°18′N 75°12′O / 65.3, -75.2 | 10 km    |
| S          | 67°42′N 64°42′O / 67.7, -64.7 | 8 km     |
| T          | 62°30′N 51°24′O / 62.5, -51.4 | 6 km     |
| W          | 63°06′N 48°54′O / 63.1, -48.9 | 4 km     |